# Propontocypris intermedia
Propontocypris intermedia is een mosselkreeftjessoort uit de familie van de Pontocyprididae. De wetenschappelijke naam van de soort werd in 1868 als Pontocypris intermedia gepubliceerd door George Stewardson Brady.